# Sidi Mansour
Sidi Mansour  (in arabo سيدي منصور‎?) è un centro abitato e comune rurale del Marocco situato nella provincia di Rehamna, regione di Marrakech-Safi. Conta una popolazione di 5 488 abitanti (censimento 2014).